# Kalač (Voroněžská oblast)
Kalač (rusky Калач) je město ve Voroněžské oblasti v Ruské federaci. Při sčítání lidu v roce 2010 měl přes dvacet tisíc obyvatel.

## Poloha a doprava
Město leží při ústí Podgornaji do Tolučejevky, levého přítoku Donu. Od Voroněže, správního střediska oblasti, je vzdáleno přibližně tři sta kilometrů jihovýchodně.
Ve městě končí devadesátikilometrová (dnes pouze nákladní) železniční trať vedoucí ze stanice Talovaja na železniční trati Charkov–Balašov–Penza.

## Dějiny
Kalač byl založen v roce 1716 jako pevnůstka, která ovšem časem ztratila svůj vojenský význam. Od druhé poloviny 18. století se jedná o důležitou vesnici, která vyniká pěstováním slunečnic a dýní a obchodem s dobytkem.
V roce 1896 bylo do města otevřeno železniční spojení.
Za druhé světové války bylo v Kalači v zimě 1942/1943 sídlo velitelství Jihozápadního frontu Rudé armády.
Od roku 1945 je Kalač městem.